# Escuela Preparatoria de Garland
La Escuela Preparatoria de Garland (Garland High School o GHS) es una escuela preparatoria en Garland (Texas) en el área Dallas-Fort Worth. Como parte del Distrito Escolar Independiente de Garland (GHS), es la preparatoria más antigua de GISD. La plantel tiene 17 secciones distintas.

## Historia
La preparatoria se abrió en 1901, en el ex-Garland College. El GISD renovado y construido una adición al edificio escolar alrededor de 1912. La preparatoria adquirió la ex-Escuela Handley.
A partir de 2014 la plantel no tiene suficiente espacio para algunos programas agrícolas y atléticos.